# Cantone dell'Erzegovina-Narenta
Il Cantone dell'Erzegovina-Narenta (in croato Hercegovačko-neretvanska županija, in bosniaco Hercegovačko-neretvanski kanton, in serbo Херцеговачко-неретвански кантон) è uno dei 10 cantoni della Federazione di Bosnia ed Erzegovina con 222 007 abitanti al censimento del 2013.
Il cantone comprende principalmente la valle del fiume Narenta e parti dell'Erzegovina ad ovest di Mostar, il suo centro amministrativo. Il presidente del cantone è Miroslav Ćorić.
Questo è anche l'unico cantone ad avere uno sbocco sul mare, con 25 chilometri di costa e la località costiera di Neum.

## Geografia antropica

### Suddivisioni amministrative
Il cantone è diviso in 9 comuni:
- Čapljina
- Čitluk
- Jablanica
- Konjic
- Mostar
- Neum
- Prozor-Rama
- Ravno
- Stolac

In questo cantone si trova anche la località di Medjugorje (frazione di Čitluk), famosa per le presunte apparizioni mariane che hanno portato a numerosi pellegrinaggi.

## Popolazione
Etnicamente, il cantone è diviso equamente fra croati e bosgnacchi.
I croati abitano principalmente le municipalità di Čapljina, Čitluk, Neum, Prozor-Rama, Ravno e Stolac. I bosgnacchi invece sono la maggioranza nelle municipalità di Jablanica e Konjic. La municipalità di Mostar, nella parte centrale del cantone, è abitata da croati e bosgnacchi in numero praticamente uguale.